# Petite-Chaux
Petite-Chaux – miejscowość i gmina we Francji, w regionie Burgundia-Franche-Comté, w departamencie Doubs.
Według danych na rok 1990 gminę zamieszkiwało 128 osób, a gęstość zaludnienia wynosiła 13 osób/km² (wśród 1786 gmin Franche-Comté Petite-Chaux plasuje się na 615. miejscu pod względem liczby ludności, natomiast pod względem powierzchni na miejscu 444.).